# Rika Masuya
Rika Masuya (増矢 理花 Masuya Rika?,  nacido el 4 de septiembre de 1995 en Tokushima) es una futbolista japonesa que jugaba como delantero.
Masuya jugó 15 veces y marcó 3 goles para la selección femenina de fútbol de Japón. Masuya fue elegida para integrar la selección nacional de Japón para los Fútbol en los Juegos Asiáticos de 2014 y Copa Asiática femenina de la AFC de 2018.

## Trayectoria

### Clubes
| Club               | País  | Año    |
| ------------------ | ----- | ------ |
| INAC Kobe Leonessa | Japón | 2014 - |

### Selección nacional
| Selección | País  | Año    |
| --------- | ----- | ------ |
| Absoluta  | Japón | 2014 - |

## Estadística de equipo nacional
| Selección femenina de fútbol de Japón | Selección femenina de fútbol de Japón | Selección femenina de fútbol de Japón |
| Año                                   | Partidos                              | Goles                                 |
| ------------------------------------- | ------------------------------------- | ------------------------------------- |
| 2014                                  | 7                                     | 2                                     |
| 2015                                  | 3                                     | 1                                     |
| 2016                                  | 3                                     | 0                                     |
| 2017                                  | 2                                     | 0                                     |
| Total                                 | 15                                    | 3                                     |